# Marius-Ionel Iancu
Marius-Ionel Iancu (n. 8 iunie 1972

, Izbiceni, Olt, România) este un deputat român, ales în 2016. 